# Mónica Becerra Moreno
Mónica Becerra Moreno (22 de noviembre de 1972) es una política mexicana, miembro del Partido Acción Nacional (PAN). Fue diputada federal para el periodo de 2021 a 2024, y reelegida para el de 2024 a 2027.

## Biografía
Es licenciada en Comunicación Organizacional por la Universidad Autónoma de Aguascalientes. 
Entre 1997 y 2008 laboró en la secretaría de Desarrollo Social del municipio de Aguascalientes, fungiendo como coordinadora general de Programas Federales, Despensas, Proacción y Hábitat, en los ayuntamientos presididos por Luis Armando Reynoso Femat, Ricardo Magdaleno Rodríguez y Martín Orozco Sandoval. 
De 2008 a 2009 fue coordinadora de Presupuesto Federal y Estatal del comité estatal del PAN, de 2009 a 2010 fue asesora del Coordinador de Regidores del ayuntamiento de Aguascalientes y de 2011 a 2013 fue secretaria de Elecciones del comité estatal del PAN. De 2012 a 2015 fue diputada federal suplente, sin que llegará nunca a asumir la titularidad de la misma, la diputada propietaria era María Teresa Jiménez Esquivel.
Paralelamente retornó como funcionaria del ayuntamiento de Aguascalientes, donde fue de 2014 a 2016 jefa de departamento de Recursos Materiales y de 2017 a 2018 fue asesora del director general de la Comisión Ciudadana de Agua Potable y Alcantarilando el municipio. De 2018 a 2021 fue elegida diputada a la LXIV Legislatura del Congreso del Estado de Aguascalientes por el distrito 9 local. En ella fue presidenta de las comisiones de Asuntos Electorales; y, del comité de Gestoría y Quejas; así como secretaria de la somisión de Desarrollo Social; y vocal de las comisiones de Igualdad Sustantiva y Equidad de Género; de Justicia; de Lucha contra la Trata de Personas; y, de Salud Pública y Asistencia Social.
En 2021 fue postulada candidata del PAN y elegida diputada federal por el distrito 2 de Aguascalientes a la LXV Legislatura que culminó en 2024. En la Cámara de Diputados es secretaria de la comisión de Seguridad Social; así como integrante de las comisiones de Atención a Grupos Vulnerables; y de Comunicaciones y Transportes. Al término de dicho periodo, en las elecciones federales de 2024 fue postulada a la reelección por el mismo cargo y distrito por la coalición Fuerza y Corazón por México. Logró el triunfo al recibir el 46.58 % de los votos frente al 40.19 % de su opositor de la coalición Sigamos Haciendo Historia, Aldo Emmanuel Ruiz Sánchez, siendo elegida para la LXVI Legislatura que tendrá término en 2027.